# Zoltán Tauber
Zoltán Tauber (1934-2020) fue un deportista húngaro que compitió en tenis de mesa adaptado. Ganó una medalla de oro en los Juegos Paralímpicos de Toronto 1976 en la prueba individual (clase E).

## Palmarés internacional
| Juegos Paralímpicos | Juegos Paralímpicos | Juegos Paralímpicos | Juegos Paralímpicos |
| Año                 | Lugar               | Medalla             | Prueba              |
| ------------------- | ------------------- | ------------------- | ------------------- |
| 1976                | Toronto (Canadá)    | Medalla de oro      | Individual E        |